# Ue kara Mariko
Ue kara Mariko (上からマリコ? lett. "Mariko dall'alto") è il ventiquattresimo singolo del gruppo di idol giapponesi AKB48, pubblicato il 7 dicembre 2011.

## Tracce
"Tipo A"
CD
1. Ue kara Mariko (上からマリコ?) - 4:37
2. Noël no Yoru (ノエルの夜?) - 4:08
3. Rinjin wa Kizutsukanai (隣人は傷つかない?) - 3:31
4. Ue kara Mariko (Off Vocal Ver.) (上からマリコ off vocal ver.?) - 4:37
5. Noël no Yoru (Off Vocal Ver.) (ノエルの夜 off vocal ver.?) - 4:08
6. Rinjin wa Kizutsukanai (Off Vocal Ver.) (隣人は傷つかない off vocal ver.?) - 3:31

DVD
1. Ue kara Mariko music video (上からマリコ Music Video?)
2. Noël no Yoru music video (ノエルの夜 Music Video?)
3. Rinjin wa Kizutsukanai music video (隣人は傷つかない Music Video?)
4. 24 Single Senbatsu Janken Taikai Document Eizō (Zenpen) (24thシングル 選抜じゃんけん大会ドキュメント映像（前編）?)

"Tipo K"
CD
1. Ue kara Mariko (上からマリコ?)
2. Noël no Yoru (ノエルの夜?)
3. Zero-sum Taiyō (ゼロサム太陽?)
4. Ue kara Mariko (Off Vocal Ver.) (上からマリコ off vocal ver.?)
5. Noël no Yoru (Off Vocal Ver.) (ノエルの夜 off vocal ver.?)
6. Zero-sum Taiyō (Off Vocal Ver.) (ゼロサム太陽 off vocal ver.?)

DVD
1. Ue kara Mariko music video (上からマリコ Music Video?)
2. Noël no Yoru music video (ノエルの夜 Music Video?)
3. Zero-sum Taiyō music video (ゼロサム太陽 Music Video?)
4. 24 Single Senbatsu Janken Taikai Document Eizō (Chūhen) (24thシングル 選抜じゃんけん大会ドキュメント映像（中編）?)

"Tipo B"
CD
1. Ue kara Mariko (上からマリコ?)
2. Noël no Yoru (ノエルの夜?)
3. Yobisute Fantasy (呼び捨てファンタジー?)
4. Ue kara Mariko (Off Vocal Ver.) (上からマリコ off vocal ver.?)
5. Noël no Yoru (Off Vocal Ver.) (ノエルの夜 off vocal ver.?)
6. Yobisute Fantasy (Off Vocal Ver.) (呼び捨てファンタジー off vocal ver.?)

DVD
1. Ue kara Mariko music video (上からマリコ Music Video?)
2. Noël no Yoru music video (ノエルの夜 Music Video?)
3. Yobisute Fantasy music video (呼び捨てファンタジー Music Video?)
4. 24 Single Senbatsu Janken Taikai Document Eizō (Kōhen) (4.24thシングル 選抜じゃんけん大会ドキュメント映像（後編）?)
5. Shinoda Mariko Gachi Interview, Interviewer: Putchokun (篠田麻里子ガチインタビュー インタビュアーぷっちょくん?)

Theater Edition
CD
1. Ue kara Mariko (上からマリコ?)
2. Noël no Yoru (ノエルの夜?)
3. Hashire! Penguin (走れ!ペンギン?)
4. Ue kara Mariko (Off Vocal Ver.) (上からマリコ off vocal ver.?)
5. Noël no Yoru (Off Vocal Ver.) (ノエルの夜 off vocal ver.?)
6. Hashire! Penguin (Off Vocal Ver.) (走れ!ペンギン off vocal ver.?)

## Classifiche
| Classifica (2011) | Posizione più alta |
| ----------------- | ------------------ |
| Giappone (Oricon) | 1                  |